# 鼻竇
鼻竇（Paranasal sinuses），又名鼻旁窦，是一群含有空氣的空腔，位於人的頭顱，在頭骨之間、鼻腔周圍的顱骨與臉骨之內。鼻竇共有四對，平時充滿了空氣，在鼻腔附近。上頜竇在眼睛下方，額竇在眼睛上方，篩竇在兩眼之間，蝶竇在眼睛後方。人臉部的竇是根據附近的面部骨骼來命名的。

## 結構
每個人都有四對鼻竇，根據所在的頭骨部位而命名，於頭的左右側各一，共八個。這四對鼻竇的名稱分別是：
- 上頜竇（Maxillary sinus）：位於眼睛之下的上颌骨（開口在鼻子後方的篩竇半月裂孔（英语：semilunar hiatus）），是四對鼻竇中體積最大的一對，是由三叉神经所支配[2]。
- 額竇（frontal sinus）：位於眼睛之上的額骨（額骨是形成前额堅硬部位的骨頭），也是由三叉神经所支配[2]。
- 篩竇（ethmoid sinus）：是在鼻子和眼睛之間筛骨附近的數個獨立氣室。是由篩骨神經（英语：ethmoidal nerves）（三叉神经中鼻睫神经（英语：nasociliary nerve）的分支）所支配。
- 蝶竇（sphenoid sinus）：位於頭顱骨底部中心的蝶骨，由三叉神经所支配[2]。

鼻竇的內裡襯有呼吸上皮（纤毛假复层柱状上皮）。

### 發育
在發育過程中，鼻竇由鼻腔中的充气囊（骨骼氣腔）開始發育。此發育過程在出生前就已開始，而在出生後也會繼續的發育。
實驗的結果發現空氣在單一開口（竇口）的竇中，其自然通氣率極慢，這種受限制的自然通氣率可能對鼻竇有保護作用，因為可以避免其粘膜表面過於干燥，而且是一個高二氧化碳、最少病原体可以進入的近無菌環境。其中上頜竇氣體的組成類似靜脈血液中的氣體組成，和一般呼吸的空氣相比，其中的二氧化碳含量高，氧含量低。

## 功能

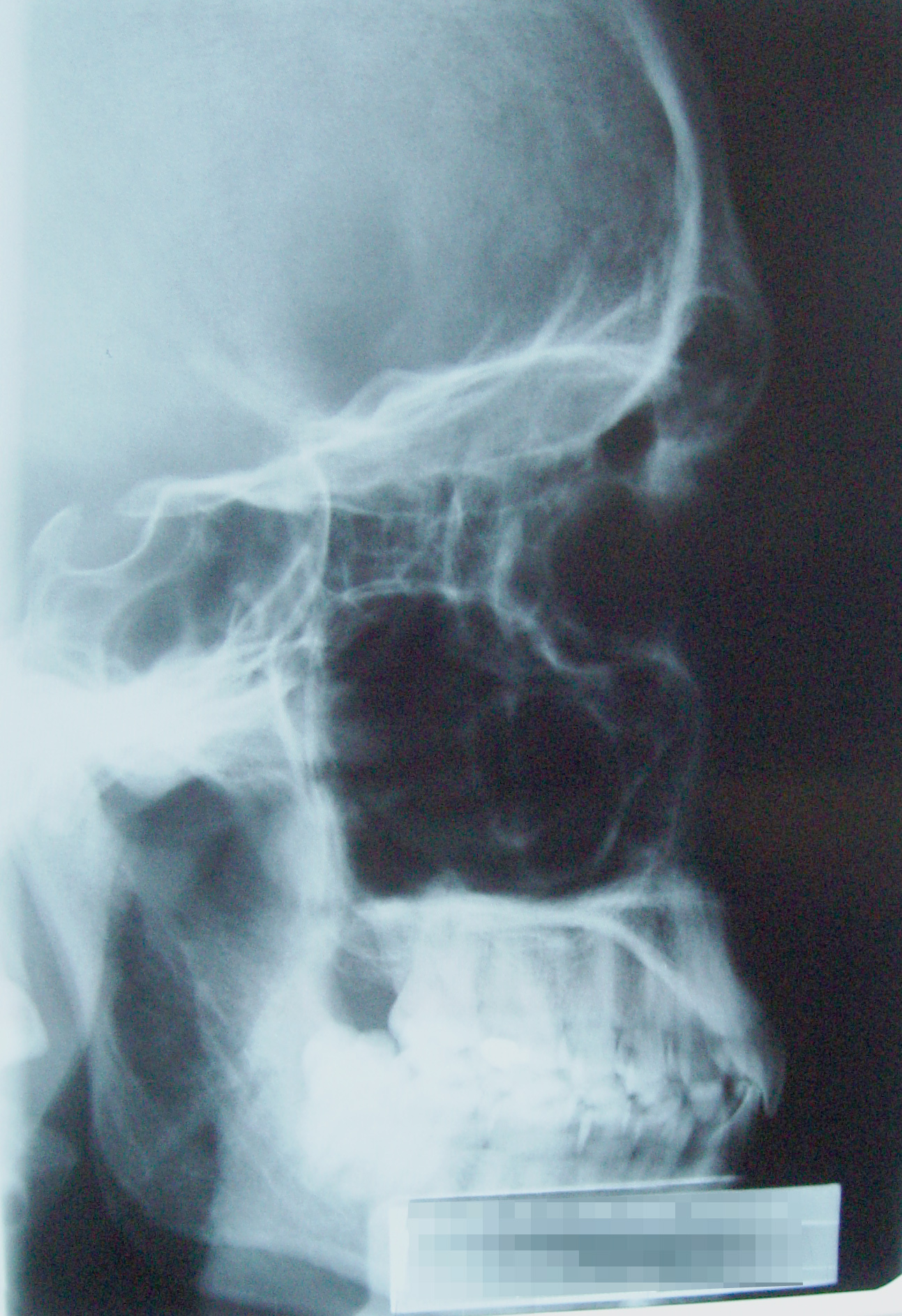
鼻窦的横向X光圖

醫學界對鼻竇在人體內的作用還未很清楚。不過，下列各項原因都有可能：
- 減輕頭顱骨前方的重量。
- 幫助令吸入的空氣在到達肺部之前，可以更溫暖和濕潤。
- 幫助增強發聲時的共鳴。
- 當臉部受到襲擊時，可以當作一個力量的緩衝區。
- 隔熱的效果，避免像眼睛或是牙根等對敏感的部份受到鼻腔温度波动的影響。
- 整理鼻内和血压气压。
- 配合免疫系統，防衛致病原入侵。

## 臨床症狀

### 感染
鼻竇由很多稱為竇口的小管連往鼻腔。不過當人因為普通感冒而引致鼻炎或鼻膜腫脹，都會使這些小管閉塞。當這些小管閉塞時，就會影響到鼻腔黏液滯流在鼻竇內，影響排放。如果不及早診治，就會演變成為鼻竇炎。因為上頜後牙靠近上颌窦，因此若有任何疾病（例如牙齒部份發炎），也可能會造成其他臨床問題。臨床問題包括繼發性鼻竇炎，也就是因為其他問題（例如鄰近的牙齒發炎）造成的鼻窦感染。
這類症狀可以用减充血剂藥物治療，這類藥物會讓鼻窦血管收缩，减少炎症，其他的治療方式包括鼻沖洗或是皮質類固醇。

### 癌症
鼻竇的惡性腫瘤約佔所有腫瘤中的0.2%。鼻竇的惡性腫瘤中有80%是來自上颌窦，男性比女性容易受影響。鼻竇惡性腫瘤常出現在年齡40歲到70歲的人當中。其中癌又比肉瘤要常見。很少有轉移型病變。蝶窦和额窦的贅生物則相當罕見。

## 歷史

### 詞源
Sinus源自拉丁语，意思是折叠、曲线或海灣。

## 其他動物
其他動物也有鼻竇，像是哺乳动物、鸟、非飛行類的恐龙和鳄目。但相關的骨骼隨物種有很大的差異。

## 圖片

鼻竇

## 外部連結
维基共享资源上的相關多媒體資源：鼻竇